# Tanya Dubnicoff
Tanya Dubnicoff (nascida em 7 de novembro de 1969) é uma ex-ciclista canadense, especialista em provas de pista.
Ela conquistou quatro medalhas de ouro nos Jogos Pan-Americanos. Também obteve várias vitórias nos Jogos da Commonwealth.
Dubnicoff representou o Canadá nos Jogos Olímpicos de Verão de 1992, de 1996 e de 2000.